# Peperomia subretusa
Peperomia subretusa är en pepparväxtart som beskrevs av Truman George Yuncker. Peperomia subretusa ingår i släktet peperomior, och familjen pepparväxter. Inga underarter finns listade i Catalogue of Life.